# Bateaux hollandais dans la tempête
Pour les articles homonymes, voir La Tempête.
Bateaux hollandais dans la tempête : pêcheur s’efforçant de remonter leurs poissons à bord (Dutch Boats in a Gale) souvent abrégé en Bateaux hollandais est une huile sur toile réalisée par Turner en 1801 à la demande du duc de Bridgewater qui désirait l'exposer dans sa galerie de Bridgewater House, à proximité d'un tableau du peintre néerlandais Willem Van de Velde le Jeune, Une Tempête se lève. Cette marine de Van de Velde se structurait notamment autour de la diagonale représentée par la livarde du petit bateau de pêche. Turner a donc repris ce motif en l'inversant : le spectateur ne voit pas l'intégralité de la livarde du bateau mais sa présence est si fortement suggérée qu'elle crée un « lien complémentaire » entre les deux œuvres.
Avec ce tableau Turner s'inscrit dans la lignée des grands peintres de marine allant jusqu'à faire remarquer à Benjamin West, le président de la Royal Academy, qu'il avait réalisé l'œuvre que Rembrandt avait toujours voulu peindre. Tandis que dans le même temps le peintre et académicien Füssli remarquait aussi la filiation entre le maître flamand et Turner. Bateaux hollandais dans la tempête a été considéré par beaucoup comme le meilleur tableau exposé à la Royal Academy en 1801 et a encore accru le prestige de Turner.

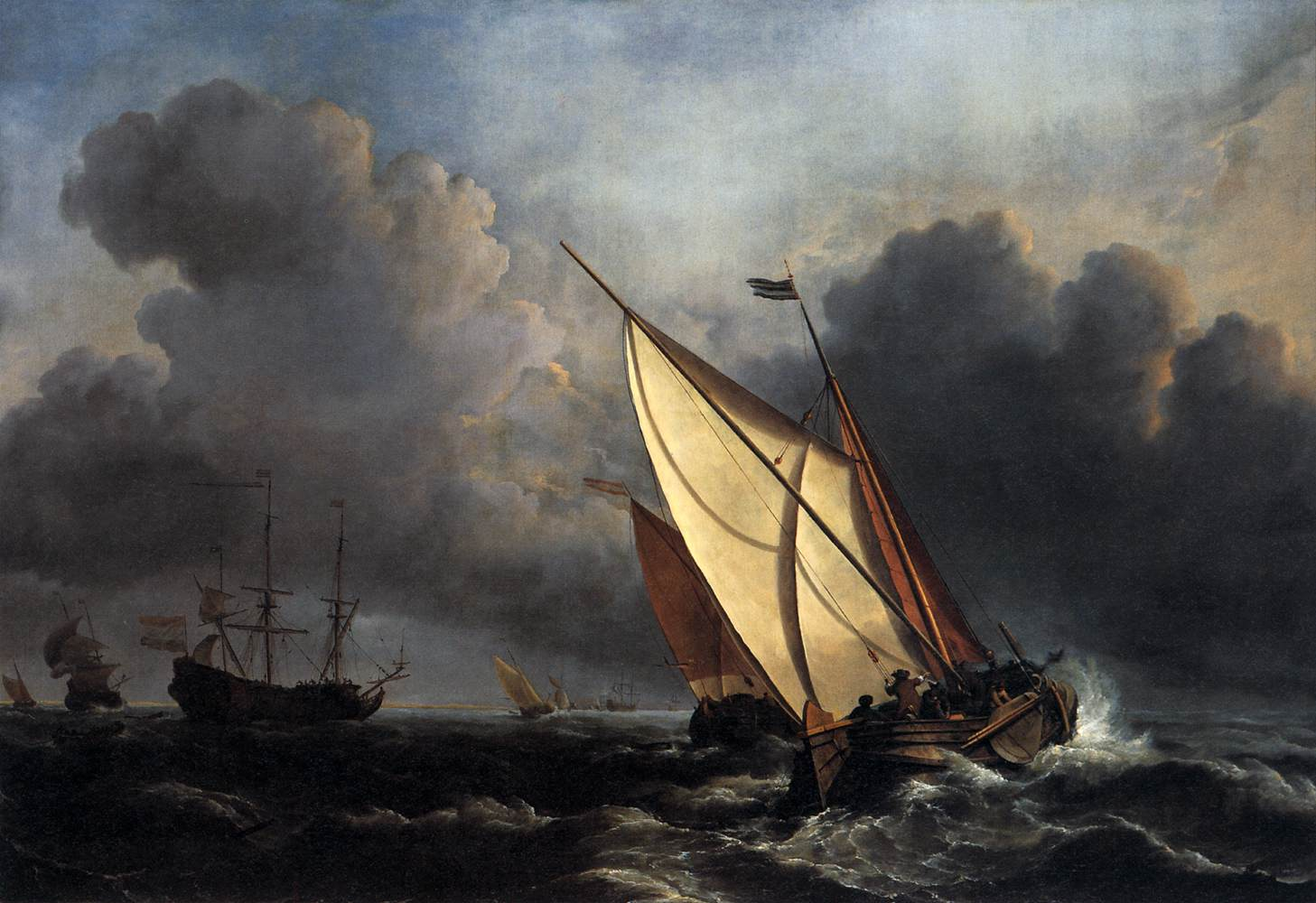
Une Tempête se lève, une huile sur toile de Van de Velde le jeune exposée par le duc de Bridgewater comme un véritable pendant au tableau de Turner.

Le tableau est actuellement en dépôt à la National Gallery à Londres.